# ピアノ協奏曲第14番 (モーツァルト)
ピアノ協奏曲第14番 変ホ長調 K. 449 は、ヴォルフガング・アマデウス・モーツァルトが作曲したピアノ協奏曲である。

## 概要
1784年、ウィーンに滞在してから3年目になるモーツァルトは、6曲のピアノ協奏曲を作曲した。そしてそれらは1784年から1785年にかけて、確認されないものもあるが、間違いなく全て彼によって演奏されていることがわかっており、番号では本作、第15番、第16番、第17番、第18番、第19番『第2戴冠式』までが作曲された。
当時のモーツァルトはピアニスト兼作曲家として、既にウィーンの音楽界では寵児だった。また、この年に初めて「自作品カタログ」を作り始めており、カタログを飾る最初の作品がこの第14番のピアノ協奏曲となった。第14番は1784年2月9日に完成され、モーツァルトの弟子のひとりであったバルバラ・フォン・プロイヤー嬢のために作曲された。プロイヤー嬢はウィーン駐在のザルツブルク宮廷連絡官ゴットフリート・イグナーツ・フォン・プロイヤーの娘で、同年3月23日に自らの邸宅でこの協奏曲を演奏した。ただし、曲はそれに先立って3月17日に、モーツァルト自身が予約演奏会で初演し、満員の聴衆から称賛を浴びた。

## 楽器編成
独奏ピアノ、オーボエ2、ホルン2、ファゴット（任意）、弦五部。

## 曲の構成
全3楽章、演奏時間は約20分。弦楽四重奏のみの伴奏でも可能である。
- 第1楽章 アレグロ・ヴィヴァーチェ
変ホ長調、4分の3拍子、協奏的ソナタ形式。
お使いのブラウザーでは、音声再生がサポートされていません。音声ファイルをダウンロードをお試しください。
モーツァルトのピアノ協奏曲としては珍しく、第1楽章が3拍子で書かれており、他に第1楽章が3拍子で書かれているのは本作を含めてたったの4曲（他は第4番、第11番、第24番であり、そのうち第4番は他者の作品の編曲であるため、オリジナル作品では3曲）しかない。
また、25小節からなるカデンツァはモーツァルト自筆のものが残されている。
- 第2楽章 アンダンティーノ
変ロ長調、4分の2拍子、三部形式。
お使いのブラウザーでは、音声再生がサポートされていません。音声ファイルをダウンロードをお試しください。
三部形式であるが、明確に2つの主題を持っているうえ、中間部は同じ楽想であり、調性配置もソナタ形式に準じている。
後期の傑作群を髣髴とさせるモーツァルト特有の深い抒情と哀愁をたたえた美しい緩徐楽章となっている。
- 第3楽章 アレグロ・マ・ノン・トロッポ
変ホ長調、2分の2拍子（アラ・ブレーヴェ） - 8分の6拍子、ロンド形式。
お使いのブラウザーでは、音声再生がサポートされていません。音声ファイルをダウンロードをお試しください。
2つのエピソードを持つロンドである。コーダでは拍子が変わり、軽快な踊りの身振りとともに曲を閉じる。